# پذیرش (روان‌شناسی)
پذیرش در روان‌شناسی به معنی رضایت فرد نسبت به واقعیتِ یک وضعیت، به‌رسمیت‌شناسی یک فرایند یا شرایط (اغلب وضعیت منفی یا ناخوشایند) بدون تلاش برای تغییر یا مقاومت در برابر آن است.